# Alsarah
Alsarah, pseudonimo di Sarah Mohamed Abunama-Elgadi (in arabo السارة‎?; Khartum, 1982), è una cantante, cantautrice ed etnomusicologa sudanese.
Il suo nome d'arte è nato dalla combinazione del suo vero nome con l'articolo determinativo arabo al-.

## Biografia
Alsarah è nata a Khartum, capitale del Sudan, da genitori attivisti per i diritti umani. Quando aveva otto anni la sua famiglia fuggì dal paese, in occasione del colpo di stato militare guidato da Omar Hasan Ahmad al-Bashir del 1989, per evitare di venire uccisa essendo contraria al nuovo governo. Sarah e la sua famiglia vissero temporaneamente a Taʿizz, in Yemen, prima di fuggire ancora a causa dello scoppio di una guerra civile nel 1994. Successivamente si stabilirono a Boston, negli Stati Uniti d'America, ottenendo l'asilo politico. Durante questi anni turbolenti, Alsarah si rifugiò nella musica, ascoltando dei bootleg e prendendo lezioni di pianoforte da un amico di famiglia.
Negli Stati Uniti d'America prese parte a diversi cori di world music, frequentando contemporaneamente la Pioneer Valley Performing Arts Charter Public School di South Hadley. Proseguì gli studi seguendo la facoltà di etnomusicologia alla Wesleyan University; la sua tesi di laura era incentrata sulla musica che veniva usata nei rituali zaar.

### Carriera

#### Alsarah and the Nubatones

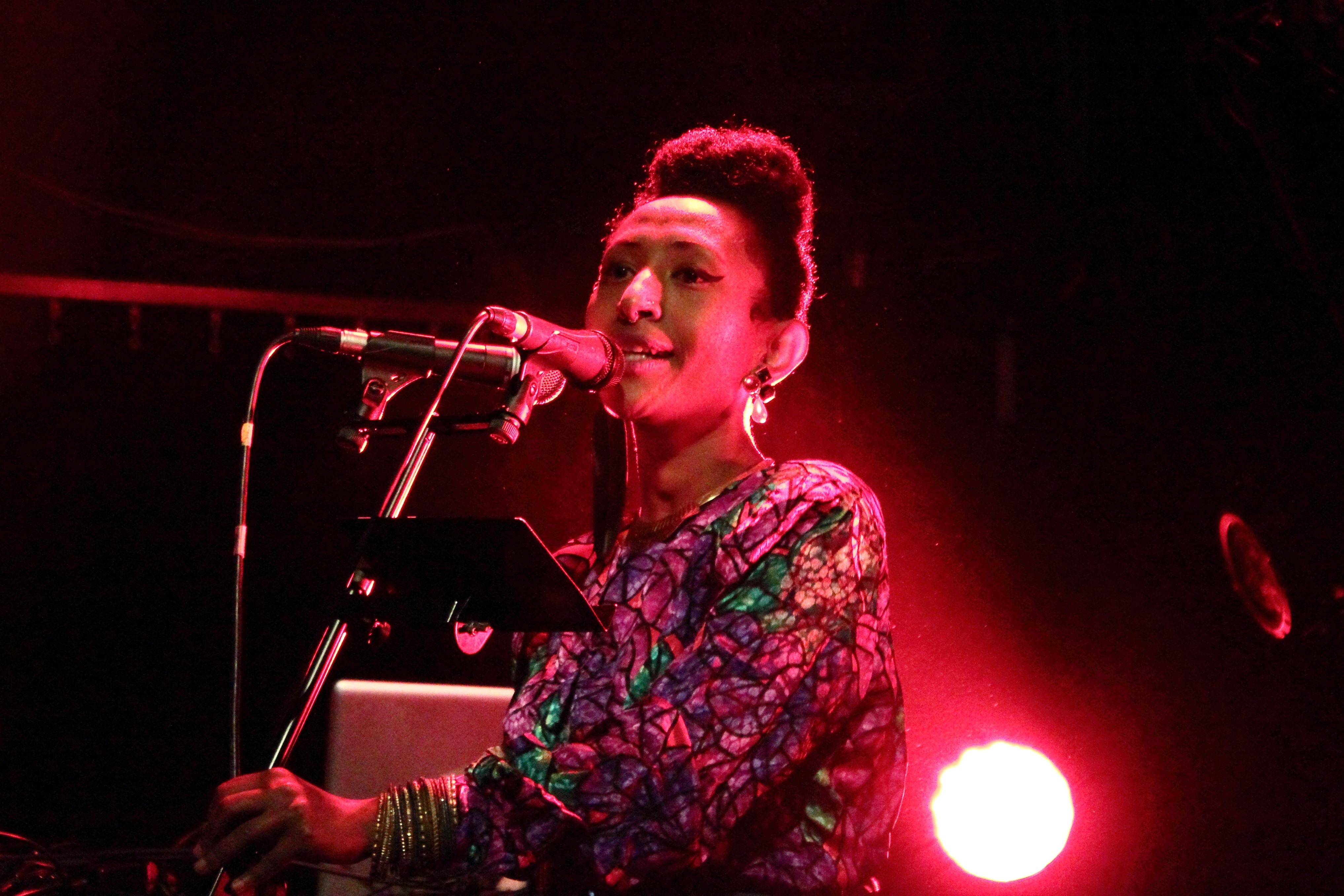
Alsarah in concerto a Poitiers nel 2014

Dopo essersi laureata nel 2004, si trasferì a New York e iniziò a cantare professionalmente in arabo; contemporaneamente lavorava part-time per supportare la sua carriera. La sua prima esperienza in un gruppo musicale ci fu come cantante della band zanzibarina Sound of Tarab. Formò il gruppo Alsarah and the Nubatones nel 2010, con l'aiuto di sua sorella Nahid addetta ai cori, della bassista Mawuena Kodjovi, dell'oudista  Luthier Haig Manoukian (sostituito poi da Brandon Terzic a seguito della sua morte) e dal percussionista Rami El-Aasser.
Pubblicarono il loro primo EP nel 2014 sotto il nome Soukurai: composto da sei tracce e pubblicato da Wonderwheel Recordings, il progetto contiene «idee antiche e sound nuovi». L'11 marzo dello stesso anno arriva la pubblicazione del loro primo album in studio Silt, composto da quattordici tracce. La canzone più nota del disco, Soukura, appare in entrambi i progetti e fu seguita da un video musicale il 25 marzo. La pubblicazione del secondo album in studio, Manara, arriva il 30 settembre 2016. Composto anch'esso da quattordici tracce, presenta un sound riconducibile al retropop est-africano.
Il gruppo ha eseguito concerti in diversi stati europei come Francia, Norvegia, Svezia, Germania, Austria e Regno Unito, oltre che a diverse città negli Stati Uniti d'America.

#### Lavoro da solista e con i The Epichorus
Nel 2012 collaborò con l'oudista e rabbino Zach Fredman per la realizzazione dell'album One Bead. Pubblicato nel corso dell'anno, è il primo progetto del gruppo The Epichorus, formato da lei e Fredman. L'anno successivo lavora assieme al produttore francese Débruit sul suo primo album in studio da solista Al Jawal, pubblicato dall'etichetta Soundway Records.
Alsarah comparve nel documentario Beats of the Antonov, diretto da Hajooj Kuka: il lungometraggio vinse il People's Choice Award al Toronto International Film Festival del 2014.

## Discografia

### Solista
- 2013 – Aljawal

### Con i Alsarah and the Nubatones

#### Album in studio
- 2014 – Silt
- 2016 – Manara

#### EP
- 2014 – Soukura

### Con i The Epichorus
- 2012 – One Bead